# Осада (игра)
Осада (англ. Besieger) — компьютерная игра, разработанная студией Primal Software. В России игра была выпущена компанией «Акелла» 21 апреля 2004 года. За рубежом выпуск игры состоялся 28 мая 2004 года, игра была выпущена компанией «DreamCatcher Interactive».

## Игровой процесс
В игре был задействован тот же игровой движок, что и в предыдущей игре компании — «Глаз дракона». Игроку доступны две нации — викинги и киммерийцы, также есть и другие юниты — огры, вирбиры, кентавры, скелеты. Задача — как в любой классической стратегии в реальном времени — добывать ресурсы, строить здания и войска и уничтожать войска и поселения противников. Присутствует одна игровая кампания, также доступны четыре режима свободной игры на нескольких стандартных картах — «против всех», «осада», «артефакт» и «тактический бой».
В игровом процессе игрок может добывать три вида ресурсов — древесину, камень и железо, причём последнее только в имеющихся на карте шахтах, самому их строить нельзя. Основным игровым элементом являются рабочие, которые сами «рождаются» пропорционально построенному количеству домов (максимум 6 домов, в каждом по 14 рабочих). Для строительства войск необходимо направить рабочих в соответствующие военные здания, где они переучиваются в солдат. Обратное также возможно — солдат может вернуться в рабочие, вновь войдя в то же здание. В игре присутствует возможность строительства укреплений — стен, ворот и башен. Также можно строить осадные орудия и воздушные корабли.
Доступна сетевая игра по локальной сети. Режимы игры в ней те же, что и в свободной игре.
Управление в игре осуществляется мышкой и клавиатурой. Есть три режима камеры:
- Свободный режим — камера, которую можно повернуть в любую сторону, а также отдалить или приблизить. Ограничена только особенностями рельефа карты.
- Простой режим — поворачивать камеру можно только в установленном свободной камерой ракурсе.
- Режим слежения — камера следит за тем игровым юнитом, который выбран в данный момент.

Есть мини-карта, на самой карте присутствует туман войны, который убирается единожды.

## Сюжет кампании
В кампании игры присутствует 31 игровая миссия, в которой игроку придется играть как за викингов, так и за киммерийцев. По сюжету, вождь киммерийцев Конан отправился в путешествие с целью поиска легендарного оружия — меча Крома. В это время его сестра Мара захватила власть в государстве и развязала войну с соседнем племенем викингов. Главный герой викингов, ярл Бармалей отправляется за молотом Тора в город Валторн на воздушном корабле. На подлёте к городу корабль врезается в стоящего огра, Бармалей и несколько берсерков остаются в живых и начинают пеший поход до города, после чего начинается первая миссия кампании.

## Отзывы
| Сводный рейтинг       | Сводный рейтинг |
| Агрегатор             | Оценка          |
| --------------------- | --------------- |
| GameRankings          | 58,00 %         |
| Metagames             | 60/100          |
| Metacritic            | 56/100          |
| MobyRank              | 59/100          |
| Иноязычные издания    |                 |
| Издание               | Оценка          |
| GameSpot              | 6,2/10          |
| GameSpy               | 2               |
| GameZone              | 6,5/10          |
| IGN                   | 6,5/10          |
| Русскоязычные издания |                 |
| Издание               | Оценка          |
| Absolute Games        | 70 %, 70 %      |
| «Игромания»           | 6,0/10          |